# ワルシャワ日本人学校
座標: 北緯52度8分7.7秒 東経21度1分21秒 / 北緯52.135472度 東経21.02250度
ワルシャワ日本人学校 (ポーランド語 Szkoła Japońska w Warszawie przy Ambasadzie Japonii, 英語 Japanese School in Warsaw) は在ポーランド日本国大使館付属のワルシャワにある日本人学校（全日制）であり、日本語で日本の義務教育と同等の授業を行っている。教科書も日本国内と同一のものを使用し、教員は文部科学省より派遣されている。
ポーランドには日本から多数の企業（商社、各種メーカー、銀行など）が進出しており、日本人の赴任者が増えている。随行している日本人子弟の教育は、当地でも重要な問題である。学校は小学部と中学部（幼稚部や高等部はなし）からなる。
中学部から上級学校への進学は、生徒を抱える家庭にとっては大きな問題である。言葉の壁があり、ポーランド現地の高校への進学は非常に難しい。ワルシャワのインターナショナル・スクールか、ポーランド以外の国にある日本の私立学校（私立在外教育施設）、または帰国して日本の高校を受験することになる。日本では帰国生徒枠を設けている学校が増えてきたが、学校により条件（滞在期間など）が異なるため、確認が必要である。
- 沿革
  - 1976年（昭和51年）　ワルシャワ日本語補習校開校（アメリカンスクールに同居）
  - 1978年（昭和53年）　ワルシャワ日本人学校開校（75番小学校に同居）
  - 1979年（昭和54年）　ワルシャワ日本人学校々歌制定（国分由子作詞作曲）
  - 1981年（昭和56年）　戒厳令に伴う休校措置
  - 1984年（昭和59年）　ul. Milobedzka 2の独立校舎へ移転（民家を借用）
  - 1997年（平成09年）　これまでの保護者会を、日本人学校PTAとして改組発足
  - 2001年（平成13年）　現在の校舎に移転

- 入学手続き
入学・転入学場合は、児童・生徒の保護者が直接学校に出向いて手続きする。転入学の場合は、在籍校の在学証明書と転出書類を持参する。

- 学費（2003年度の場合）と納入方法
入学金は小学部、中学部とも400米ドル。授業料は一人一ヶ月420米ドル（年間4期、1期三ヶ月分を前納）。学校より振り込み用紙（現地通貨に換算済み）が渡されるので、指定口座に振り込む。振り込み時はポーランドズウォティ (PLN)で米ドルではない。

- 教科書
渡航前に東京または大阪（分室）の海外子女教育振興財団（下記参照）で給付される。その後は毎年、大使館を通して無料配布される。
  - 東京都港区愛宕1-3-4 愛宕東洋ビル6階
  - 大阪市北区梅田1-3-1-200 大阪駅前第1ビル2階

- 学用品
文具、事務用品のほとんどは当地で購入できるが、日本特有のもの（教科別ノート、習字道具、鍵盤ハーモニカなど）は持参する方がよい。尚、これらがなくても学校で借りることができる。

- クラスと教員
低学年、中学年、高学年、中学部のクラスに分かれ、一部複式授業（一人の教師のもと、異なる学年の児童・生徒が異なるペースで進行する授業）を取り入れている。全校生徒数が25人前後の小規模校でクラスの人数は少ないが、活発な意見交流が行われている。低学年からポーランド語（現地語）と英語の学習がある。
教員は文部科学省より派遣されており、現地採用の教員と協力して教科指導、現地理解教育に努めている。

- その他
給食はないので、昼食は弁当を持参する。校舎内は上履きを使用している。